# Vila Foscari
Vila Foscari je patricijska vila v Miri blizu Benetk na severu Italije, ki jo je zasnoval italijanski renesančni arhitekt Andrea Palladio. Znana je tudi kot La Malcontenta ('Nezadovoljna'), vzdevek, ki ga je - po legendi - dobila, ko je bil zakonec enega od Foscarov zaprt v hiši, ker naj ne bi uresničeval zakonskih dolžnosti.

## Arhitektura
Vilo sta naročila brata Nicolò in Alvise (Luigi) Foscari, člana patricijske beneške družine, iz katere je izšel Francesco Foscari, eden najbolj opaženih beneških dožev. Zgrajena je bila med letoma 1558 in 1560. Stoji ob kanalu Brenta in je dvignjena na podstavek, kar je značilno za Palladijeve vile; ta podstavek je masivnejši od večine Palladijevih vil (osnova je visoka 3,3 m, več kot dvakrat višja od višine, ki jo je običajno uporabljal Palladio), ker na mestu ni bilo mogoče zgraditi podzemne kleti.
Ob vili manjkajo kmetijske stavbe, ki so bile sestavni del nekaterih drugih vil. Uporabljali so jo za uradne sprejeme, kakršen je bil leta 1574 za Henrika III. Francoskega.
Dioklecijanova ali termalna okna vile Foscari so navdihnila tiste na fasadi vile Toeplitz (Varese) v Vareseju.
- Tloris, risba Ottavia Bertotti Scamozzija, 1781
- Prečni prerez (Ottavio Bertotti Scamozzi, 1781)

## Notranjost
Notranjost vile je bogato okrašena s freskami Battiste Franca in Giovannija Battiste Zelottija. Mitološki prizori iz Ovida se izmenjujejo z alegorijami umetnosti in vrlin. Tako kot v drugih paladijevskih vilah tudi na slikah odseva življenje vil, na primer Astraea prikazuje Jove zemeljske užitke. Freske so sčasoma postale brez leska, kar kaže na naraščajočo nevarnost, ki jo onesnaževanje zraka predstavlja za umetniška dela.
- Trompe-l'œil in groteske
- Trompe-l'œil in groteske
- Trompe-l'œil in groteske

## Novejša zgodovina
Britanski popotnik Robert Byron je vilo obiskal leta 1933 in nato zapisal, da je bon vivant Albert Clinton Landsberg devet let prej našel vilo »na točki propada, brez vrat in oken, skladišče nedoločenih kmetijskih pridelkov. Naredil je stanovanje v njej. Delež velike dvorane in državnih sob je matematična himna.«  Vila je bila v začetku 19. stoletja resnično izpraznjena, okoliški hlevi in druge stavbe so razpadli in jih je Avstrija porušila med vstajami 1848. Konec 19. stoletja je bankir baron Frédéric Emile d'Erlanger s sedežem v Parizu in Londonu našel hišo v zgoraj opisanem stanju, nato pa je vilo dal v najem družini Foscari in se lotil obnovitvenih del. Bertie Landsberg je vilo kupil leta 1926 skupaj s prijatelji Paulom Rodocanachijem in Catherine, baronico d'Erlanger, snaho nekdanjega najemnika. Novi lastniki so obnovili hišo in vrtove ter v poletnih sezonah v razkošne salone povabili člane visoke družbe: koreograf Sergei Diaghilev, plesalca Boris Kočno in Serge Lifar, pisatelj Paul Morand, arhitekt Le Corbusier, Winston Churchill, med drugimi. Bertie Landsberg iz izvirno judovske bančne družine, je kot Erlangers leta 1939 pobegnil pred italijanskimi fašisti in se v vilo vrnil šele leta 1947. Kate d'Erlanger se je preselila na Beverly Hills. Leta 1965 je angleški arhitekt Claud Phillimore, četrti baron Phillimore (1911–1994) vilo podedoval od Landsberga. Začel jo je restavrirati, vendar je hišo leta 1973 prodal grofu Antoniju (Tonci) Foscariju (r. 1938), potomcu nekdanjih lastnikov in profesorju za arhitekturo in restavratorstvo. Z ženo Barbaro del Vicario sta se trudila, da bi ji povrnila prvotno veličino. Leta 2012 je Foscari pisal o renesansi vile.
Od leta 1996 je stavba razglašena kot del Unescove svetovne dediščine v sklopu Mesto Vicenza in paladijske vile v Benečiji. Danes je vila na voljo javnosti za omejene obiske.